# Interjección
La interjección es una clase de palabra de las lenguas naturales que no constituye una parte de la oración. Son expresiones de un sentimiento vivo (¡ay!), una llamada enérgica (¡eh!) o describen elementalmente una acción (¡zas!, ¡plaf!) sin ser léxica y gramaticalmente organizadas.
Estos signos pregramaticales pueden desempeñar tres funciones elementales del lenguaje: expresiva, conativa y representativa.

## Concepto
Se cree que constituyen restos de la forma más antigua, primitiva o sintética de lenguaje. Algunas de sus funciones, fuera de la de expresar o desahogar un sentimiento, son apelar al interlocutor, saludarlo, despedirlo, darle conformidad o agradecimiento, etc.; por ejemplo, en español:
- ¡alto!: se usa como llamada de pausa imperativa.
- ¡ay!: se emplea para expresar un sentimiento vivo.
- ¡eh!: se usa para preguntar, llamar, despreciar, reprender o advertir.
- ¡ey!: se usa como expresión de apertura de llamar a una persona.
- ¡hola!: se usa como salutación de apertura de conversación.

Por lo tanto, son pragmáticamente equivalentes a una oración completa, y expresan o describen elementalmente una acción sin estar sintácticamente organizados, por ello puede considerarse que no son una parte de la oración (aunque algunos gramáticos las incluyen en el inventario de clases de palabras), sino que son signos lingüísticos pregramaticales que desempeñan las tres funciones del lenguaje según Karl Bühler (1879-1963): expresiva, conativa y representativa.
Generalmente se escriben con signos de admiración en aquellos sistemas de escritura que los tienen, aunque existen algunas interjecciones de sentido interrogativo o confirmativo de lo antes expresado que ocasionalmente se intercalan en una oración y se escriben si es posible con signos de interrogación.

## Otras características
Las interjecciones presentan algunas peculiaridades en su empleo idiomático; por ejemplo, su fonética y fonología son más abiertas y menos sistematizadas que las de otro tipo de palabras del mismo idioma (¡psé!, ¡brrr!, ¡shhh!, ¡uau!, ¡uf!, ¡aaj!, ¡puaj!).
Generalmente se emplean en forma aislada, como una expresión de entonación independiente, pero cuando se incorporan en una oración lo común es que aparezcan localizadas al principio: «¡Ay!», «¡Qué dolor!» y si se insertan en una oración quedan estrictamente fuera de su secuencia, como si fueran oraciones parentéticas o incisos: «Lloró la niña, ¡ay!, ¡cómo sufría!». Otras veces constituyen grupos interjectivos incluso bastante amplios en los cuales van seguidas de elementos como:
- Grupos nominales (¡vaya, qué sorpresa!)
- Grupos preposicionales (¡adiós a las vacaciones!, ¡lástima de comida desperdiciada! ¡caray con la mosquita muerta!, ¡ay del que se anime a contrariarlo!, ¡guay con los que se le acerquen!)
- Oraciones (¡ojalá [que] gane el partido!, ¡así se muera!, ¡mira que eres bobo!).

A veces se unen, en virtud de la función fática del lenguaje, a nombres propios que actúan como vocativos o expresiones que se emplean para llamar o atraer la atención (¡eh, Ernesto!), y algunas asumen la forma de expresiones no idiomáticas u onomatopéyicas al imitar sonidos
(¡chit!,
¡muu!,
¡paf!,
¡pif!,
¡plash!)

## Clasificación de interjecciones en español

### Clasificación gramatical
Desde un punto de vista gramatical las interjecciones se clasifican en propias e impropias.

#### Interjecciones propias
Las interjecciones propias, o propiamente dichas se emplean únicamente como interjecciones y constituyen una sola palabra, comprendida entre signos de admiración o de interrogación. Ejemplos:
- ¡abur! (del idioma vasco): sirve para despedirse;
- ¡agur! (del idioma vasco): sirve para despedirse;
- ¡ah!: sirve para expresar asombro, comprensión de lo oído, sorpresa, placer;
- ¡ar!: sirve para que los mandos militares indiquen el momento de hacer la orden que se dio[4]
- ¡arre!: para azuzar a un caballo, indicando que se desea avanzar, en el español mexicano del Norte para afirmar

«¡Arre, caballo!» (para azuzar un caballo);
«Arre, dijiste eso y te pasó» (ironía);
«Arre, vamos a la plaza».
- ¡aúpa!: sirve para animar a alguien a levantarse o a levantar algo. La usan especialmente los niños cuando quieren que los cojan en brazos;
- ¡ash!: expresión de rechazo o disgusto;
- ¡bah!: sirve para expresar desprecio, desinterés;
- ¡chao!: coloquial, adiós o hasta luego;
- ¡chitón!: para pedir silencio;
- ¡ea!: utilizada en parte de España para llamar la atención.[1] Equivale al ¡epa! de América Latina;
- ¡eh!: sirve para expresar rechazo, desaprobación de lo excesivo, sorpresa;
- ¿eh?: siendo una forma interrogativa, expresa duda de haber comprendido lo oído, o una solicitud de que se repita algo que no fue atentamente escuchado; también se emplea en el contexto de un discurso, como una suerte de consulta acerca de si se ha comprendido lo expresado, o si se está de acuerdo con ello. Es una de las pocas interjecciones que eventualmente pueden intercalarse en una oración, con ese sentido:

―Camina con cuidado para no caerte.
―¿Eh?
- ¡epa!: expresión usada en América Latina como advertencia o para llamar la atención. En Venezuela es común usarla como saludo informal (especialmente entre los hombres).

―¡Epa, que se nos vienen encima!
- ¡fo! en Venezuela y Panamá se usa al percibir malos olores.
- ¡hala!: para infundir aliento, meter prisa, mostrar sorpresa, llamar o denotar la persistencia en una marcha. Por ejemplo: «¡Hala, hala, no os detengáis que se nos hace tarde!». Se utiliza en parte de España;
- ¡hale!: para infundir aliento, meter prisa, mostrar sorpresa, llamar o denotar la persistencia en una marcha;
- ¡hola!: expresa bienvenida, saludo, satisfacción por el encuentro con la persona a quien es dirigido. Es una manera informal de saludo. Entre un hombre y una mujer o entre dos mujeres se suele acompañar de un beso en la mejilla;
- ¡chan!: exclamación utilizada para dar hincapie o recalcar una declaración previamente hecha llamando la atención de los oyentes.
- ¡huy!: expresa asombro, sorpresa por algo insólito. Según la RAE se puede escribir con hache o sin ella.[5]
- ¡oh!: expresa asombro, admiración;
- ¡ole!: sirve para animar y aplaudir. Muy usado en los eventos taurinos;
- ¡olé!:[1] sirve para animar y aplaudir;
- ¡ojalá!: expresa un deseo de que algo se realice. Sería una palabra de origen árabe, proveniente de los tiempos históricos en que el sur de la península ibérica estaba ocupada por los moros, siendo contracción de inch Alá (‘quiera Dios’). Es una palabra que frecuentemente no es empleada como interjección, incorporándose a una oración: «Ojalá que no llueva».

―Quizá mañana no llueva.
―¡Ojalá!
- ¡órale!: para exhortar o para manifestar asombro o aceptación (es coloquial en El Salvador, Guatemala, Honduras y México);
- ¡uf! sirve para denotar cansancio, fastidio o sofocación;[1]
- ¡uh!: para denotar desilusión o desdén;
- ¡uy!: expresa asombro, sorpresa por algo insólito. Según la RAE se puede escribir con hache o sin ella.[5]

#### Interjecciones impropias
Las interjecciones impropias son formas creadas a partir de sustantivos o sintagmas nominales (¡cielos!,
¡hombre!,
¡Virgen santa!),
verbos
(¡arre!,
¡arrea!,
¡venga!),
adverbios
(¡adelante!,
¡fuera!)
o adjetivos
(¡bravo!),
de forma que no son interjecciones idiomáticamente puras. Se emplean como interjecciones por su significación usual
(¡caracoles!,
¡diablos!,
¡rayos y centellas!
¡socorro!).
Algunas expresiones de este tipo son consideradas palabras de lenguaje soez.

#### Locuciones interjectivas
Son aquellas locuciones equivalentes a una interjección que constan de dos o más elementos y forman habitualmente sintagmas
(¡Dios santo!,
¡madre mía!,
¡mi madre!).

#### Sintagmas interjectivos
Son aquellos cuyo núcleo es una interjección propia o impropia y sus complementos, pero no pueden sustituirse por una interjección
(¡ay de mí!,
¡ay de los vencidos!,
¡cuidado con el perro!).

### Clasificación mixta
Los gramáticos españoles
Manuel Seco (1928-2021),
José Martínez de Sousa (1933-) y
Leonardo Gómez Torrego (1942-)
clasifican las interjecciones con criterios mixtos: por sus funciones comunicativas y por su morfología o estructura.

#### Interjecciones imitativas
Se han formado como onomatopeyas con la intención de imitar ruidos de la realidad
(¡chas!,
¡miau!,
¡pum!,
¡zas!).
Este carácter icónico las asociaría a la función representativa del lenguaje.

#### Interjecciones expresivas
En otros casos las interjecciones no tratan de imitar sino de expresar sensaciones o emociones del hablante
(¡ah!,
¡oh!,
¡qué descanso!,
¡qué gusto!,
¡uf!).
Por ello pertenecerían a la función expresiva del lenguaje.

#### Interjecciones apelativas
Este grupo se utiliza para iniciar o concluir la comunicación, establecer contacto con el oyente antes de emitir el mensaje o para actuar sobre la voluntad del receptor; pertenecerían así a la función conativa o apelativa del lenguaje
(¡aúpa!,
¡chist!,
¡hasta pronto!,
¡hola!):
―¡Aúpa, que tú puedes!
―¡Chist!, vengan ustedes por este lado.

#### Interjecciones por traslación
Ciertas palabras tónicas o grupos de palabras que en sí no son interjecciones pueden tomar una entonación exclamativa y se hacen valer por interjecciones
(¡anda ya!,
¡hay que jorobarse!,
¡hombre!).

### Clasificación semántica
Por su significado, la Nueva gramática básica de la lengua española (2011) distingue entre interjecciones apelativas o directivas e interjecciones expresivas o sintomáticas.

#### Interjecciones apelativas o directivas
Están orientadas hacia el oyente, es decir, se dirigen a un destinatario con la intención de moverlo a la acción o provocar alguna reacción emocional en él (¡ah del barco!).
Un grupo de ellas poseen alguna función social, como saludar, despedirse, brindar, etc.
(¡adiós!,
¡ánimo!,
¡chao!,
¡cuidado!,
¡de nada!,
¡gracias!,
¡hola!,
¡ojo!,
¡órale!).
Otro se dirige a animales
(¡arre!,
¡pitas!,
¡so!,
¡zape!).

#### Interjecciones expresivas o sintomáticas
Se orientan hacia el hablante manifestando o desahogando sus sensaciones, sentimientos y otros estados de ánimo
(¡ajá!,
¡ay!,
¡caramba!,
¡lástima!,
¡maldición!).